# Dimorphos (Mond)
Dimorphos (offiziell (65803) Didymos I Dimorphos (provisorische Bezeichnung S/2003 (65803) 1), andere Bezeichnungen auch Didymos B oder Didymoon) ist ein Mond des erdnahen NEO-Asteroiden (65803) Didymos. Sein geschätzter Durchmesser beträgt 153 Meter.
Im Rahmen der gemeinsamen Mission von NASA und ESA Asteroid Impact & Deflection Assessment (AIDA) schlug im September 2022 eine Raumsonde gezielt auf Dimorphos auf (Double Asteroid Redirection Test), unter anderem um eine mögliche Ablenkung zu erproben.

## Entdeckung und Benennung
Dimorphos wurde am 20. November 2003 von einem Astronomenteam, bestehend aus Petr Pravec, Lance A. M. Benner, Michael C. Nolan, Peter Kušnirák, Don Pray, Jon D. Giorgini, Raymond F. Jurgens, Steven J. Ostro, Jean-Luc Margot, Christopher Magri, Al Grauer und Steve Larson, durch photometrische Beobachtungen an der Sternwarte Ondřejov entdeckt. Der Begleiter wurde durch periodische Helligkeitsschwankungen aufgrund von gegenseitigen Bedeckungen aufgespürt. Dies wurde später durch Radarbeobachtungen des Arecibo-Observatoriums von Pravec’ Team bestätigt.

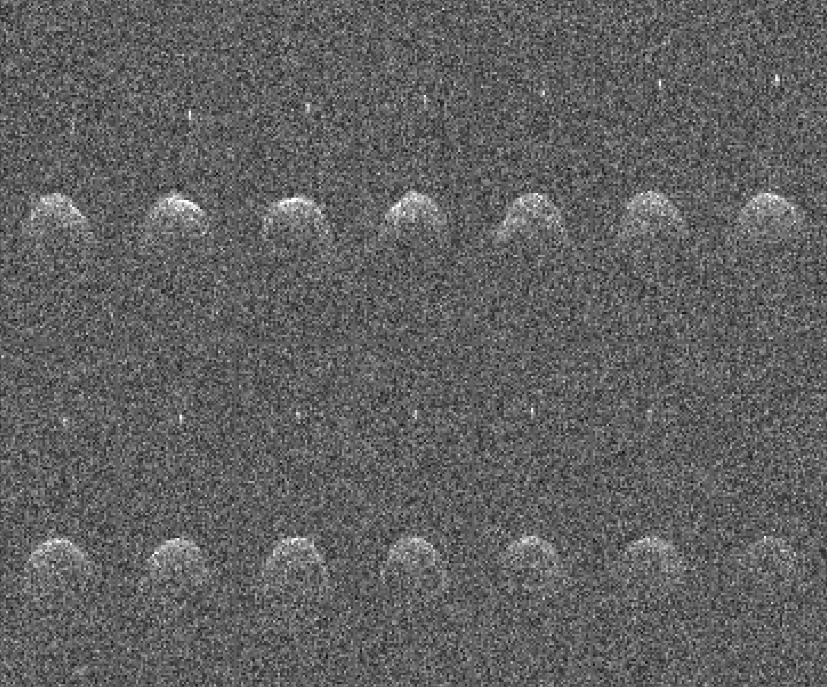
Radaraufnahmen von Didymos und Dimorphos vom November 2003.

Die Entdeckung wurde von der Internationalen Astronomischen Union (IAU) acht Tage später am 28. November 2003 bekanntgegeben; der Mond erhielt die vorläufige Bezeichnung S/2003 (65803) 1. Vor der offiziellen Benennung durch die IAU wurde auch der Spitzname «Didymoon» in offiziellen Kommunikationen wie etwa bei der ESA verwendet.
Am 23. Juni 2020 gab das Minor Planet Center bekannt, dass er in Analogie zum Mutterasteroiden den Namen Dimorphos (Δίμορφος) erhalten hat, was aus der Griechischen Sprache abgeleitet «der zwei Gestalten hat» bedeutet. Die Begründung für den neuen Namen lautet: «Als das Ziel der DART- und Hera-Missionen wird es der erste Himmelskörper in der kosmischen Geschichte werden, dessen Form substanziell verändert wurde, als ein Resultat menschlicher Intervention (des DART-Einschlags)».
Der Name wurde im Hinblick auf die damals in Planung begriffene Asteroidenmission AIDA ausgewählt, bei der die Umlaufbahn und möglicherweise die Form des Himmelskörpers verändert werden sollte. Dimorphos ist einer der kleinsten Himmelskörper, welcher einen formellen Namen durch die IAU erhalten hat, nach (367943) Duende und (469219) Kamoʻoalewa.

## Bahneigenschaften
Dimorphos umläuft das gemeinsame Baryzentrum auf einer retrograden, annähernd äquatorialen und fast kreisförmigen Umlaufbahn in einem mittleren Abstand von 1,206 km Abstand zum Planetoiden; das entspricht 1,54 Didymos-Radien bzw. 7,88 Dimorphos-Radien. Für einen Umlauf benötigte der Mond bis zum DART-Einschlag 11 Stunden 55 Minuten 17,35 Sekunden, was rund 1548 Umläufen in einem Didymos-Jahr (2,105 Erdjahre) entsprach. Nach dem Einschlag reduzierte sich die Umlaufzeit um etwa eine halbe Stunde auf 11 Stunden 22 Minuten 19,2 Sekunden, was rund 1623 Umläufen in einem Didymos-Jahr entspricht.
Die Bahnexzentrizität beträgt weniger als 0,03, die Bahn ist 168,6° gegenüber dem Äquator von Didymos geneigt.
In diesem Binärsystem dauert ein Monat dementsprechend 5,03 Didymos-Tage.

### Rotation
Dimorphos’ Rotationsperiode ist synchron mit seiner Umlaufzeit, der Mond zeigt seinem Mutterasteroiden also immer dieselbe Seite. Der retrograde Orbit von Dimorphos relativ zur Ekliptik ist mit Didymos’ retrograder Rotation konform. Dimorphos’ Rotation wird aufgrund des YORP-Effekts verlangsamt, mit einer geschätzten Verdopplungszeit der Rotation von 86.000 Jahren. Da der Mond sich jedoch im Orbit um Didymos befindet, halten Gezeitenkräfte ihn in einer synchronen Rotation.

## Physikalische Eigenschaften

### Größe und Aufbau

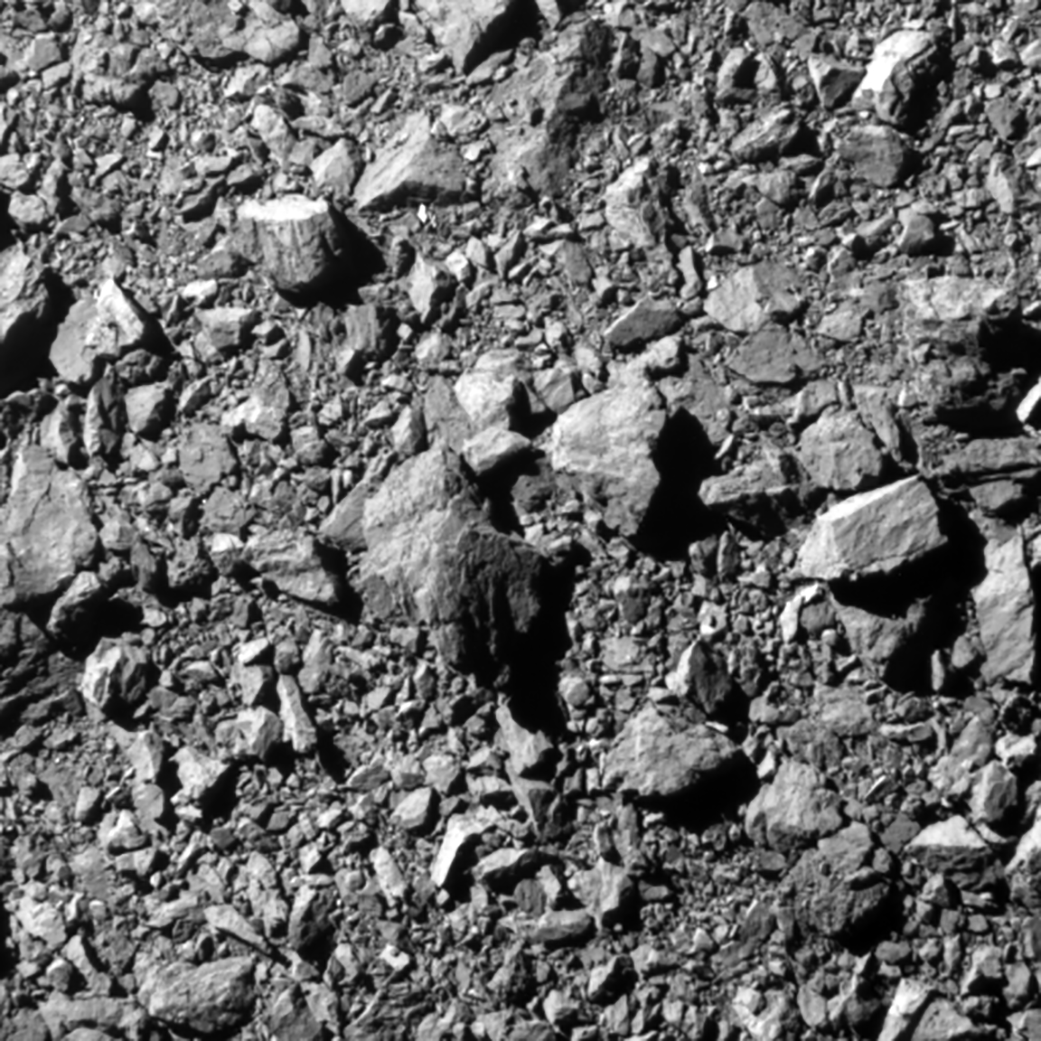
Die Oberfläche von Dimorphos aus 12 km Entfernung. Der Bildausschnitt entspricht 31 Metern.

Die Untersuchungen ergaben einen unregelmäßig geformten, länglichen Körper; die genaueste Durchmesserbestimmung (Geometrisches Mittel) liegt bei 153 Meter. Hinsichtlich der genauen Dimensionen liegen die Werte bei 0,177 × 0,174 × 0,116 km. Die Entdeckung des Mondes hatte keinen nennenswerten Einfluss auf die Größenbestimmung des Mutterasteroiden, dieser weist aktuellen Schätzungen nach eine Größe von ca. 780 Metern auf. Dimorphos besitzt damit etwa ein Viertel des Durchmessers von Didymos. Ausgehend von dem mittleren Durchmesser von 153 Meter ergibt sich eine Oberfläche von etwa 0,074 km2.
Dimorphos besitzt keine bestätigte Masse, doch wird sie auf etwa 4,841 7 · 109 kg geschätzt; dies entspricht in Masse und Größe der Großen Pyramide von Gizeh, wenn man von einer ähnlichen Dichte von 2,17 g/cm3 wie bei Didymos ausgeht.
Man geht davon aus, dass der Mond entstand, als Didymos einen Teil seiner Masse durch seine schnelle Rotation einbüßte, die einen Ring aus Trümmern entstehen ließ, welcher sich zu einem Rubble Pile mit niedriger Dichte formte und zu dem wurde, was Dimorphos heute ist. In diesem Fall dürfte die Dichte zwischen 0,6 und 0,7 g/cm3 betragen, also weit unter der Dichte von Wasser. Auch die Masse dürfte in diesem Fall wesentlich kleiner sein und wird auf 1,33 · 109 kg geschätzt.

### Oberfläche
Dimorphos gehört wie Didymos zu den S-Typ-Asteroiden, seine Absolute Helligkeit beträgt 21,4 ± 0,2 mag.
Der Mond besitzt einen länglich-ovalen Körper, der mit Felsblöcken übersät ist. Dass keine  Krater erkennbar sind;  weist auf die lockere Struktur eines Rubble Piles hin.
Fünf Felsblöcke (saxa) sind am 25. Januar 2023 von der Internationalen Astronomischen Union (IAU) offiziell benannt worden, gemäß der USGS-Nomenklatur alle nach traditionellen Trommeln aus mehreren Kulturen. Sie haben Durchmesser von maximal etwa 10 Metern:
| Name             | Durchmesser (km) | Koordinaten                                     | Namensherkunft                                       |
| ---------------- | ---------------- | ----------------------------------------------- | ---------------------------------------------------- |
| Atabaque Saxum   | 0,01             | - 10,60° Zentrum Länge / 253,20° Zentrum Breite | Atabaque, brasilianische Röhrentrommel               |
| Bodhran Saxum    | 0,01             | - 7,00° Zentrum Länge / 264,50° Zentrum Breite  | Bodhrán, irische Rahmentrommel                       |
| Caccavella Saxum | 0,00             | - 8,20° Zentrum Länge / 262,10° Zentrum Breite  | Caccavella, auch Putipù, süditalienische Reibtrommel |
| Dhol Saxum       | 0,01             | + 6,00° Zentrum Länge / 193,00° Zentrum Breite  | Dhol, indische Röhrentrommel                         |
| Pūniu Saxum      | 0,00             | - 2,60° Zentrum Länge / 239,80° Zentrum Breite  | Pūniu, auch Kilu, hawaiianische kleine Trommel       |

## Erforschung
Nach seiner Entdeckung ließ sich das Didymos-Dimorphos-System auf Fotos bis zum 11. April 1996 zurückgehend identifizieren und so seine Umlaufbahn genauer berechnen. Seither wurden die beiden Himmelskörper durch verschiedene erdbasierte Teleskope wie dem Very Large Telescope beobachtet. Im Januar 2023 lagen 3120 Beobachtungen über einen Zeitraum von 27 Jahren vor. (Stand: 14. Februar 2023)
Am 24. November 2021 startete die NASA und das Applied Physics Laboratory eine Penetrator-Raumsonde Richtung Dimorphos als Teil ihres Double Asteroid Redirection Test (DART)-Programms, was wiederum ein Teil des Asteroid Impact & Deflection Assessment (AIDA)-Programms ist. DART war das erste Experiment im Weltraum, das eine Asteroiden-Umlenkung zum Ziel hatte, um eine Methode zu finden, die Erde vor potentiell gefährlichen Asteroiden (PHA) zu schützen. Nach einer Reisezeit von 10 Monaten schlug der ca. 570 kg schwere Impaktor am 26. September 2022 mit einer Geschwindigkeit von etwa 22.530 km/h auf Dimorphos ein.
Die Kollision verminderte erfolgreich die Umlaufzeit des Mondes um 32 ± 2 Minuten und warf Material von über einer  Million Kilogramm aus, welches einen Staubdom entstehen ließ, der das Didymos-System vorübergehend erhellte und schließlich zu einem bis zu 30.000 km langen Staubschweif anwuchs, der noch mehrere Monate lang erhalten blieb. Vom DART-Einschlag wird erwartet, dass er eine globale Erneuerung der Oberfläche und eine Verformung von Dimorphos zur Folge hatte; die Größe des Einschlagskraters dürfte mehrere 10 Meter aufweisen. Der Einschlag versetzte den Mond wahrscheinlich in eine chaotisch taumelnde Rotation, welche ihn den Gezeitenkräften von Didymos aussetzt, bevor Dimorphos über mehrere Jahrzehnte hinweg in den synchronen Orbit zurückkehren wird.
Fünfzehn Tage vor dem Einschlag klinkte die Sonde den LICIACube aus, einen erstmals von der Italienischen Weltraumagentur bedienten 6U-CubeSat, welcher den Einschlag und die daraus resultierte Staubfahne während eines nahen Vorbeiflugs am Didymos-Dimorphos-System in kurzen Intervallen fotografierte. Raumsonden und Observatorien wie Hubble, James Webb, Lucy, SAAO und ATLAS nahmen den Staubschweif ebenfalls auf, der dem System die darauf folgenden Tage hinterher folgte.
Als Teil der Hera-Mission (ebenfalls Teil des AIDA-Programms) startete inzwischen die Europäische Weltraumorganisation (ESA) eine weitere Raumsonde inklusive 2 CubeSats zum Didymos-Dimorphos-System im Oktober 2024, um die Nachwirkungen des Einschlags weiter zu studieren. Die Sonde soll am 28. Dezember 2026 im Didymos-Dimorphos-System eintreffen und dieses über sechs Monate hinweg beobachten. Für zusätzliche Aufnahmen und Messungen werden die mitgeführten CubeSats dann ausgesetzt und aktiviert werden.

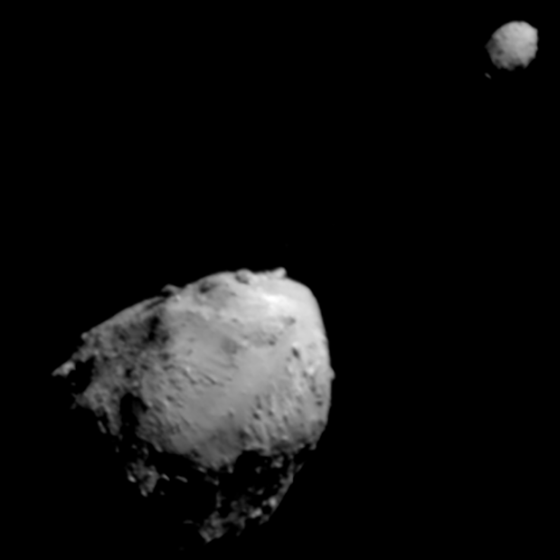
Letztes Bild, das Didymos (vorne) und Dimorphos (oben rechts) auf einem Bild zeigt.
Zeitraffer der DART-Sonde: die letzten 5 ½ Minuten vor dem Einschlag.
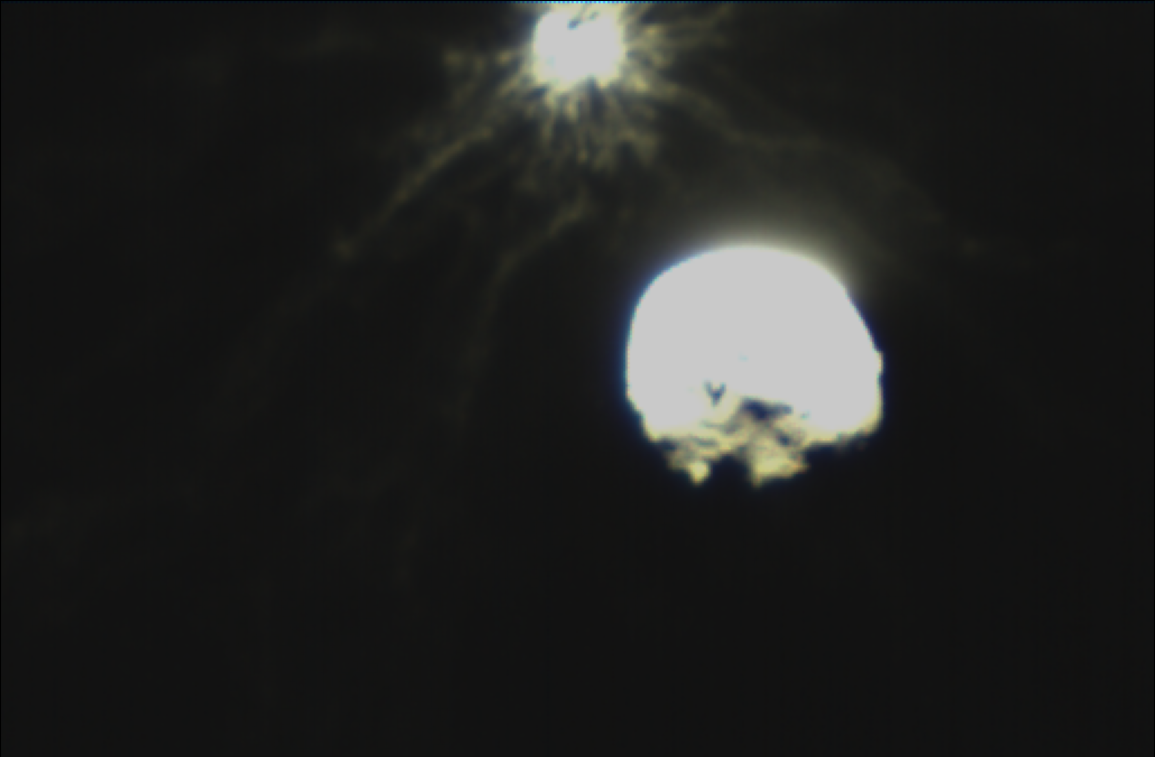
Auswurfmaterial nach dem DART-Einschlag durch den sich in der Nähe befindlichen LICIACube.
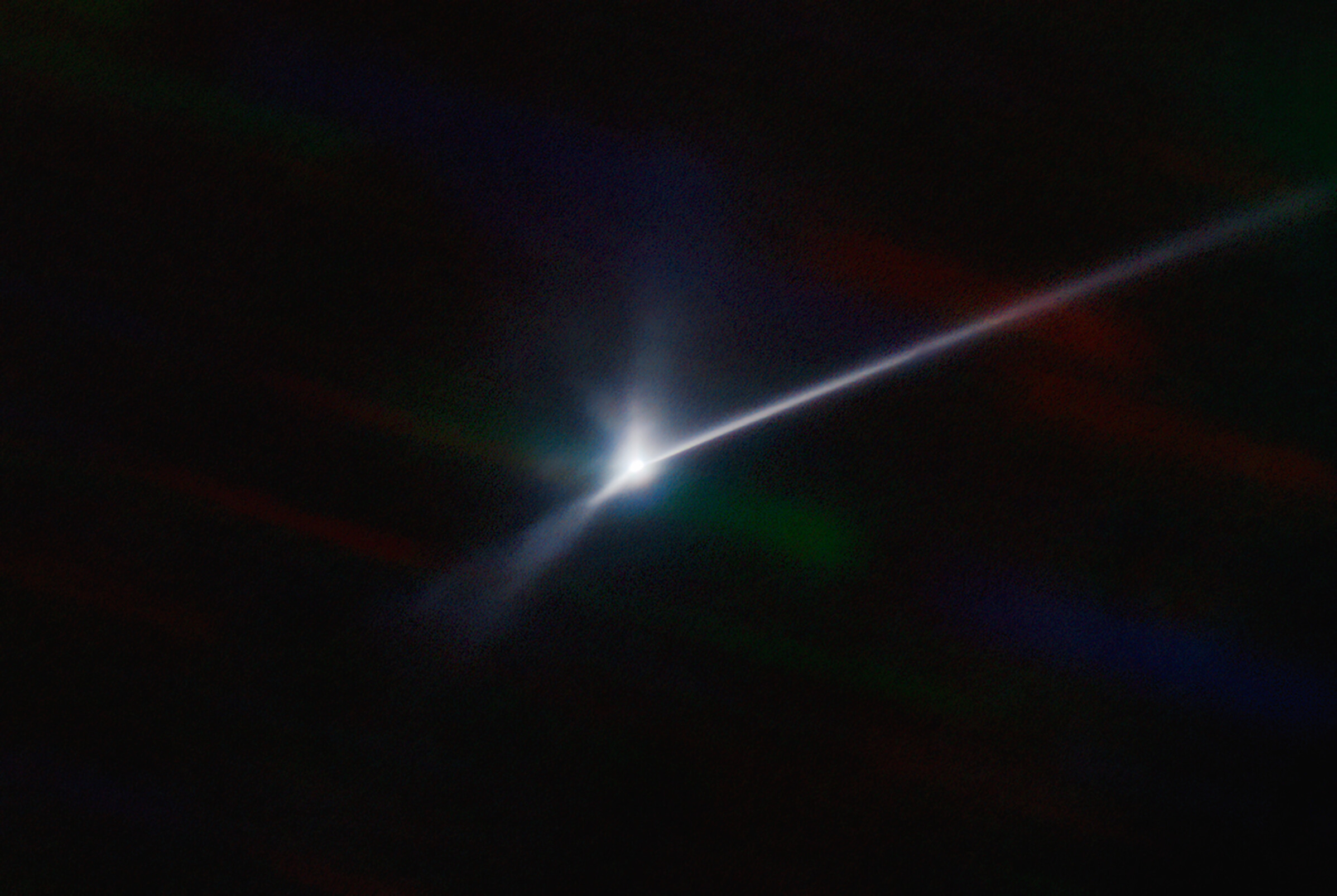
Auswurfmaterial nach dem DART-Einschlag durch das irdische SOAR-Teleskop.
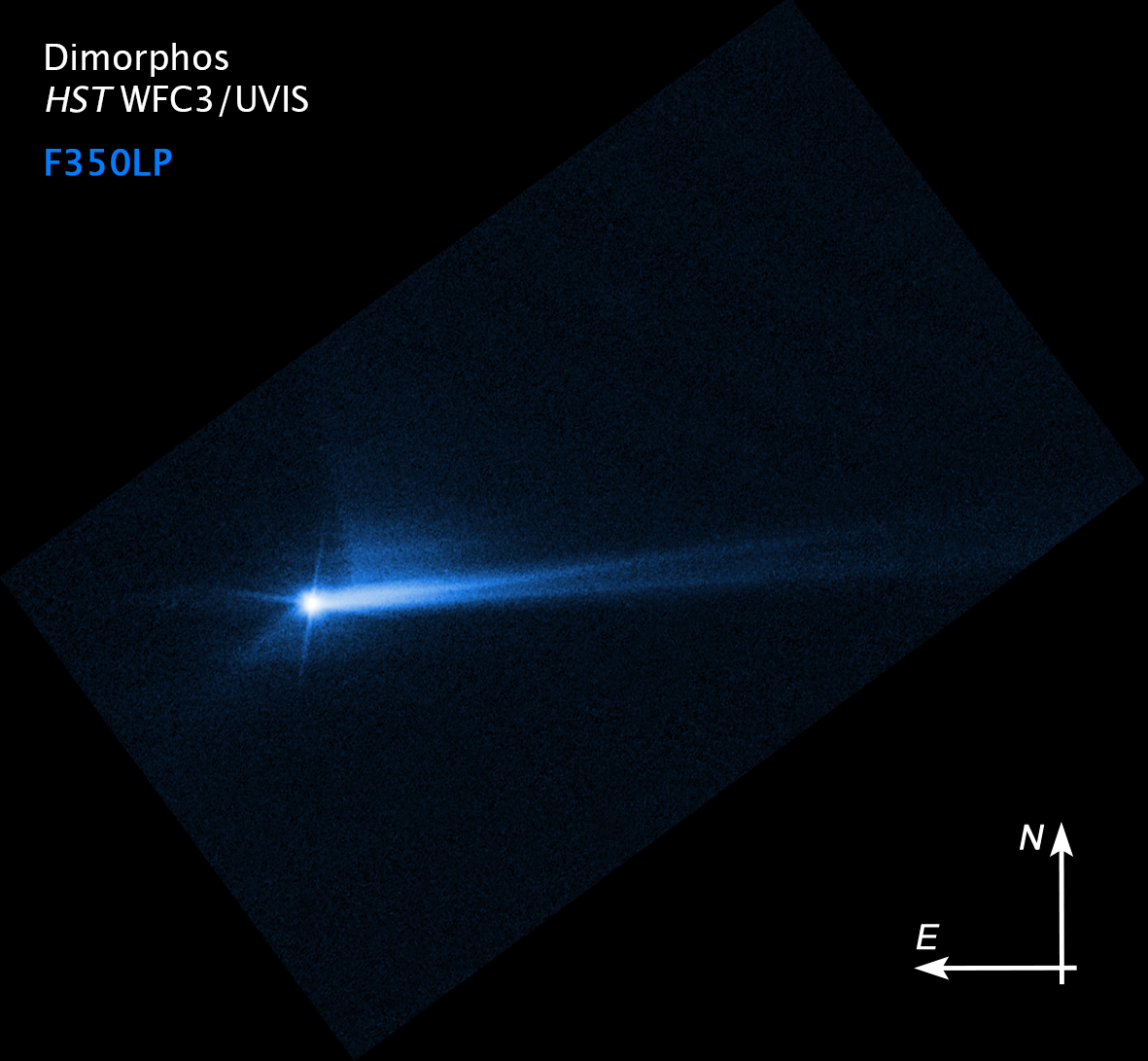
Auswurfmaterial nach dem DART-Einschlag durch das Hubble-Weltraumteleskop.
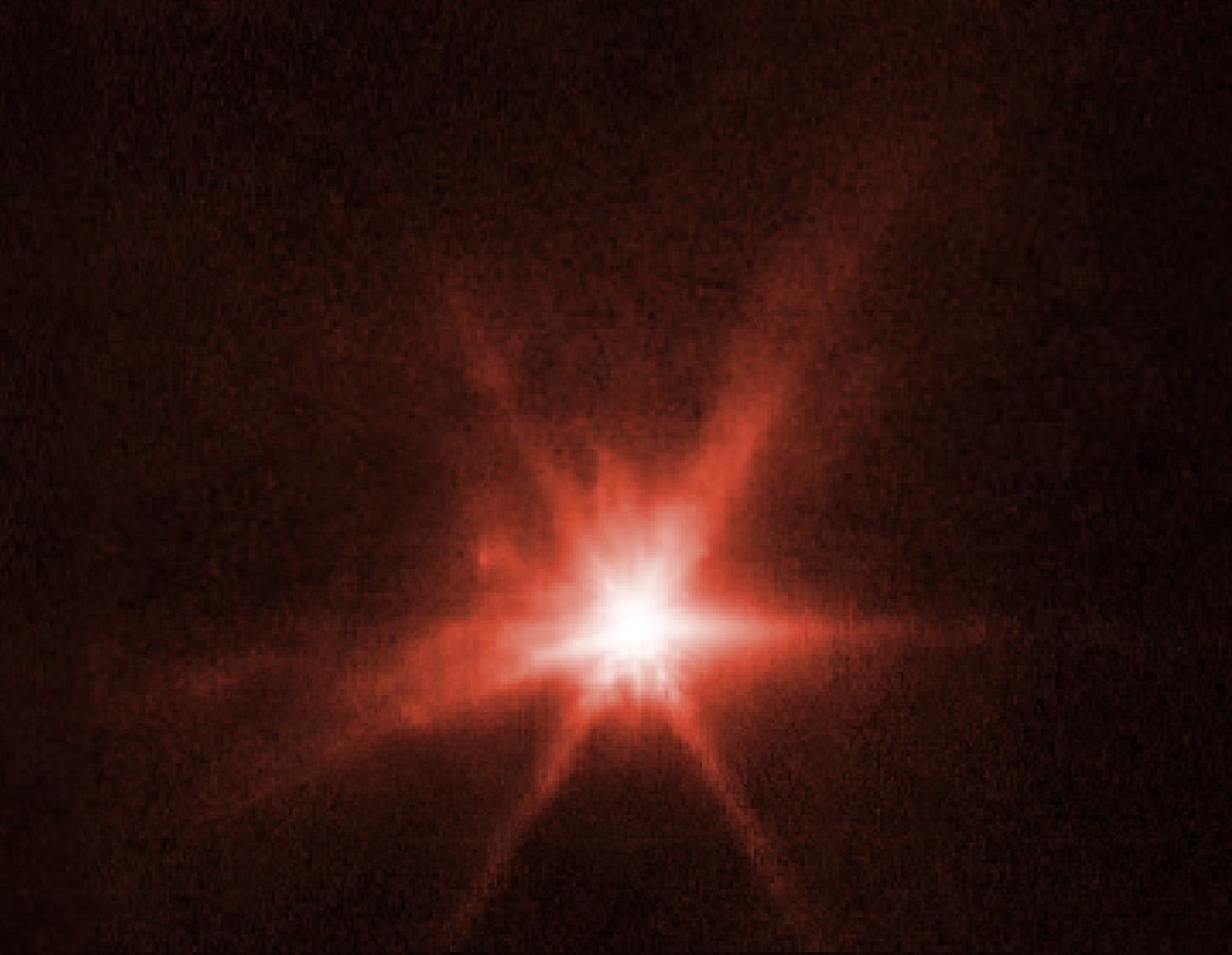
Auswurfmaterial nach dem DART-Einschlag durch das James-Webb-Weltraumteleskop.
Karte aller irdischen Teleskope, die den DART-Einschlag beobachteten.

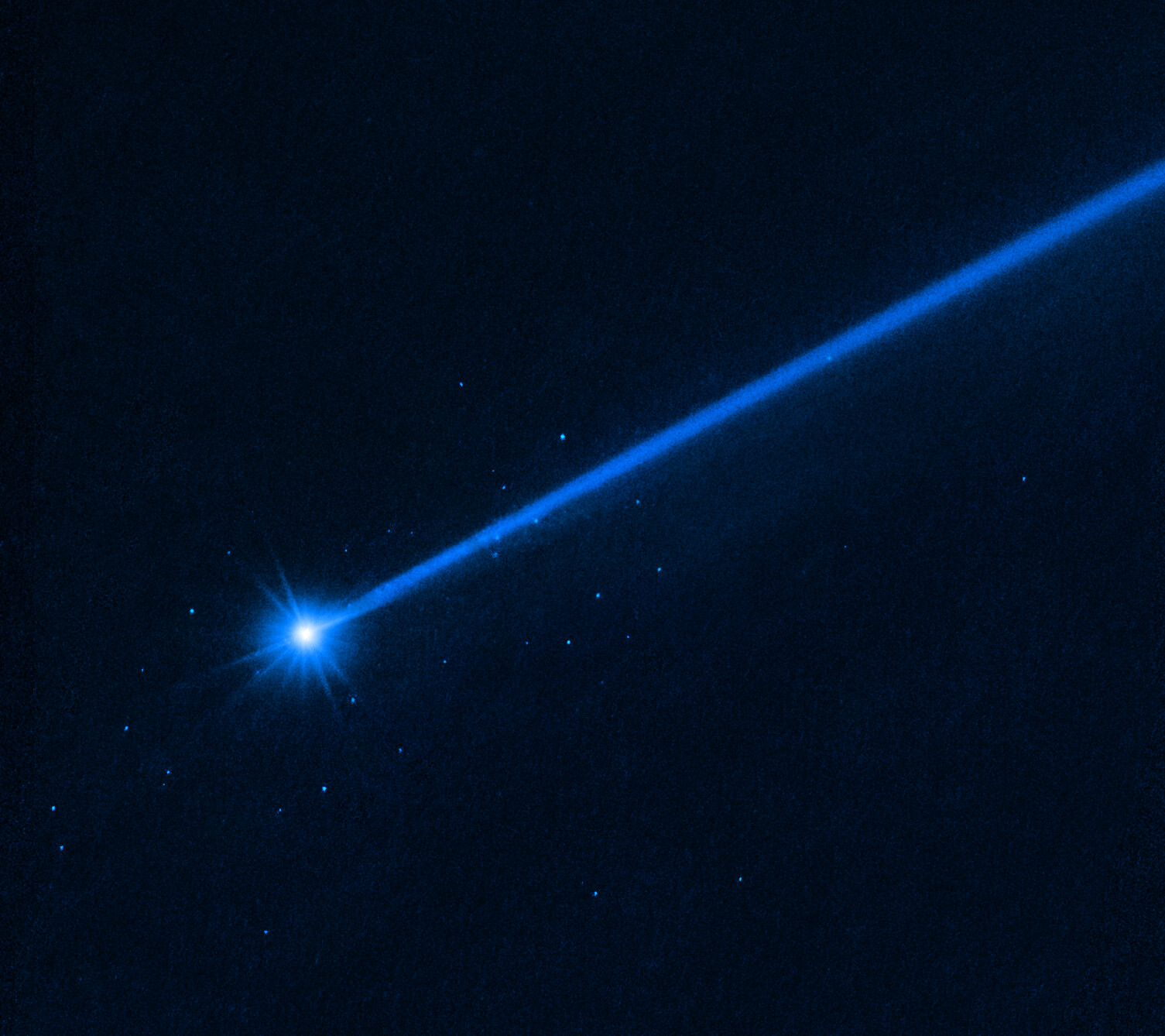
Aufnahme von Hubble am 19. Dezember 2022, fast 4 Monate nach dem Impakt, zeigt Dimorphos umgeben von einigen Dutzend Objekten in der Größe von 1–6,7 m. Die Objekte entfernen sich vom Asteroiden mit einer Geschwindigkeit von etwa 1 km/h.